# Korea Open 1991
Die Korea Open 1991 im Badminton fanden vom 24. bis zum 27. Januar 1991 im Seoul National University Gymnasium in Seoul statt. Das Preisgeld betrug 100.000 US-Dollar. Es war die 1. Auflage der Korea Open. Hauptsponsor des Turniers war Yonex. 250 Spieler aus 24 Ländern nahmen am Turnier teil, welches von KBS und MBC im Fernsehen übertragen wurde.

## Sieger und Platzierte
| Disziplin    | Gold                           | Silber                             | Bronze                               |
| ------------ | ------------------------------ | ---------------------------------- | ------------------------------------ |
| Herreneinzel | Wu Wenkai                      | Joko Suprianto                     | Alan Budikusuma                      |
| Herreneinzel | Wu Wenkai                      | Joko Suprianto                     | Liu Jun                              |
| Dameneinzel  | Huang Hua                      | Zhou Lei                           | Sarwendah Kusumawardhani             |
| Dameneinzel  | Huang Hua                      | Zhou Lei                           | Gil Young-ah                         |
| Herrendoppel | Kim Moon-soo Park Joo-bong     | Li Yongbo Tian Bingyi              | Cheah Soon Kit Soo Beng Kiang        |
| Herrendoppel | Kim Moon-soo Park Joo-bong     | Li Yongbo Tian Bingyi              | Zheng Yumin Huang Zhanzhong          |
| Damendoppel  | Chung So-young Hwang Hye-young | Gil Young-ah Shim Eun-jung         | Lai Caiqin Yao Fen                   |
| Damendoppel  | Chung So-young Hwang Hye-young | Gil Young-ah Shim Eun-jung         | Guan Weizhen Nong Qunhua             |
| Mixed        | Park Joo-bong Chung Myung-hee  | Pär-Gunnar Jönsson Maria Bengtsson | Jan-Eric Antonsson Catrine Bengtsson |
| Mixed        | Park Joo-bong Chung Myung-hee  | Pär-Gunnar Jönsson Maria Bengtsson | Shon Jin-hwan Gil Young-ah           |

## Finalergebnisse
| Disziplin    | Sieger                         | Finalist                           | Ergebnis          |
| ------------ | ------------------------------ | ---------------------------------- | ----------------- |
| Herreneinzel | Wu Wenkai                      | Joko Suprianto                     | 15:6, 15:2        |
| Dameneinzel  | Huang Hua                      | Zhou Lei                           | 11:2, 12:10       |
| Herrendoppel | Park Joo-bong Kim Moon-soo     | Li Yongbo Tian Bingyi              | 15:3, 13:15, 15:9 |
| Damendoppel  | Chung So-young Hwang Hye-young | Gil Young-ah Shim Eun-jung         | 17:16, 17:14      |
| Mixed        | Park Joo-bong Chung Myung-hee  | Pär-Gunnar Jönsson Maria Bengtsson | 15:0, 15:0        |